# Drimúsids
Els drimúsids (Drymusidae) són una petita família d'aranyes araneomorfes. Fou descrita per primera vegada per Eugène Simon l'any 1893. Van aconseguir l'estatus de família a partir de l'estudi de P. T. Lehtinen el 1986.
Se les anomena false violin spiders (falses aranyes violí), perquè s'assemblen als sicàrids, denominades en anglès violin spiders (aranyes violí); un altre nom és el de leaf-litter spiders (aranyes d'escombraries de fulles, o de fullaraca). La semblança amb els sicàrids i, més concretament amb la perillosa Loxosceles, és morfològica; però, entre altres diferències, els drimúsids fan teranyina, i no són perilloses per a l'ésser humà.
La seva distribució comprèn fonamentalment el Carib i Sud-amèrica, amb dues espècies trobades a Sud-àfrica.

## Sistemàtica
Segons el World Spider Catalog amb data de 16 de febrer de 2019, aquesta família té reconeguts 2 gèneres i 17 espècies. Els canvis dels darrers anys és considerable, ja que el 28 d'octubre de 2006 hi havia reconeguts 1 gèneres i 10 espècies. El 2018 Labarque, Pérez-González i Griswold van descriure un nou gènere, Izithunzi, i algunes espècies de Drymusa van ser transferides a aquest nou gènere.
Drymusa Simon, 1891
- Drymusa armasi Alayón, 1981 (Cuba)
- Drymusa canhemabae Brescovit, Bonaldo & Rheims, 2004 (Brasil)
- Drymusa colligata Bonaldo, Rheims & Brescovit, 2006 (Brasil)
- Drymusa dinora Valerio, 1971 (Costa Rica)
- Drymusa nubila Simon, 1891 (Saint Vincent) (espècie tipus)
- Drymusa philomatica Bonaldo, Rheims & Brescovit, 2006 (Brasil)
- Drymusa rengan Labarque & Ramírez, 2007
- Drymusa serrana Goloboff & Ramírez, 1992 (Argentina)
- Drymusa simoni Bryant, 1948 (Hispaniola)[7]
- Drymusa spectata Alayón, 1981 (Cuba)
- Drymusa spelunca Bonaldo, Rheims & Brescovit, 2006 (Brasil)
- Drymusa tobyi Bonaldo, Rheims & Brescovit, 2006 (Brasil)

Izithunzi Labarque, Pérez-González & Griswold, 2018
- Izithunzi capense (Simon, 1893) (Sud-àfrica) (espècie tipus)
- Izithunzi lina Labarque, Pérez-González & Griswold, 2018 (Sud-àfrica)
- Izithunzi productum (Purcell, 1904) (Sud-àfrica)
- Izithunzi silvicola (Purcell, 1904) (Sud-àfrica)
- Izithunzi zondii Labarque, Pérez-González & Griswold, 2018 (Sud-àfrica)

### Superfamília Scytodoidea
Els drimúsids havien format part de la superfamília dels escitodoïdeus (Scytodoidea) juntament amb periegòpids, escitòdids i sicàrids. Les aranyes, tradicionalment, havien estat classificades en famílies que van ser agrupades en superfamílies. Quan es van aplicar anàlisis més rigorosos, com la cladística, es va fer evident que la major part de les principals agrupacions utilitzades durant el segle XX no eren compatibles amb les noves dades. Actualment, els llistats d'aranyes, com ara el World Spider Catalog, ja ignoren la classificació de superfamílies.